# زیردریایی هواپیمابر

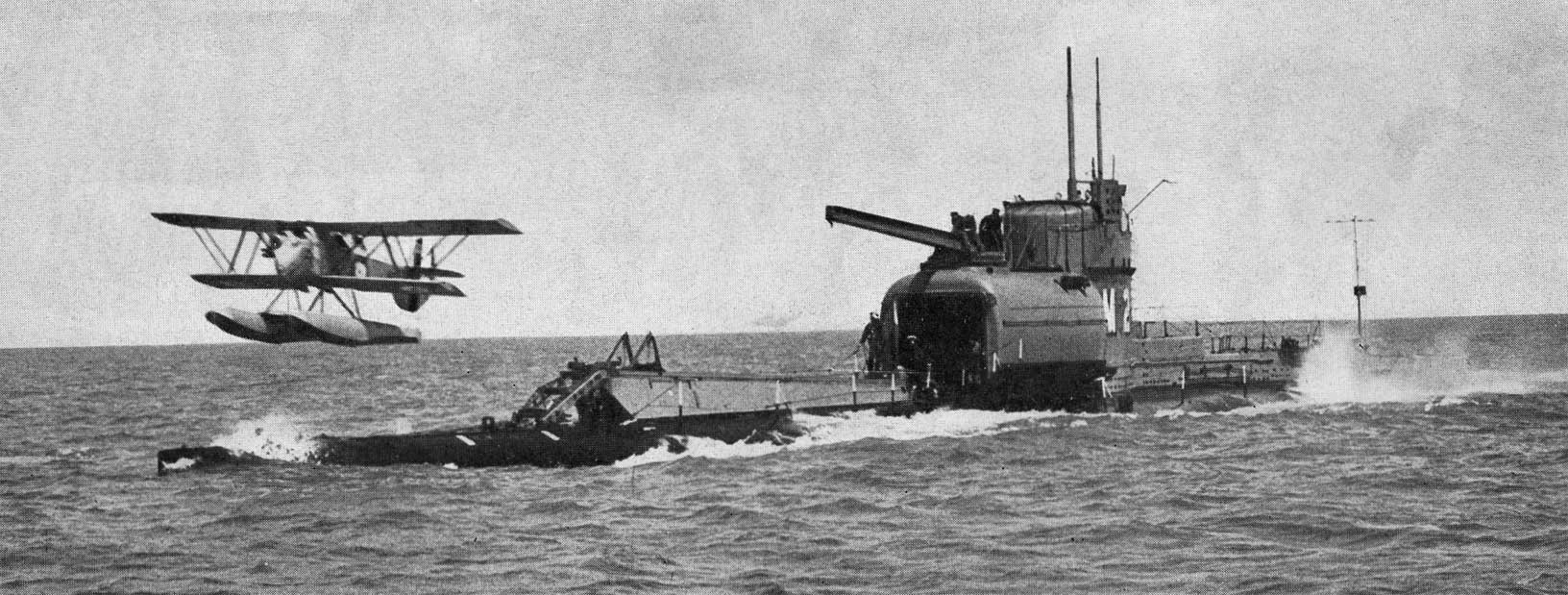
اچ‌ام‌اس ام۲ که هواگرد آب‌نشین پارنال پتو را به پرواز درمی‌آورد.

زیردریایی هواپیمابر به نوعی زیردریایی گفته می‌شود که مجهز به هواپیما برای مأموریت‌های شناسایی، نظارتی یا حمله است. این زیردریایی‌ها بیشترین کاربرد خود را در طول جنگ جهانی دوم تجربه کردند اما اهمیت عملیاتی آن‌ها نسبتاً کم بود. معروف‌ترین آن‌ها زیردریایی کلاس آی-۴۰۰ ژاپنی و زیردریایی سورکوف فرانسوی بودند. تعداد کمی از زیردریایی‌های مشابه برای نیروی دریایی سایر کشورها نیز ساخته شد.
بیشتر زیردریایی‌های هواپیمابر عملیاتی، به استثنای کلاس‌های آی-۴۰۰ و AM، از هواپیماهای خود برای شناسایی و نظارت استفاده می‌کردند. این ویژگی، برخلاف ناوهای هواپیمابر سطحی معمولی است که وظیفهٔ اصلی آن‌ها به‌عنوان پایگاهی برای هواپیماهای تهاجمی است.

## جنگ جهانی اول

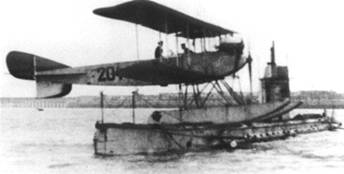
اس‌ام یو-۱۲ با یک هواپیمای دریایی روی عرشه

آلمان نخستین کشوری بود که یک زیردریایی هواپیمابر را آزمایش کرد. یک هواپیمای دریایی تازه اصلاح‌شده و مجهز به بمب‌های ۱۲ کیلوگرمی از یک زیردریایی اس‌ام یو-۱۲ به پرواز درآمد و در سراسر کانال انگلیس و رود تیمز پرواز کرد و بمب‌هایی را در حومهٔ لندن پرتاب کرد اما تنها خسارت جزئی ایجاد کرد و توسط جنگنده‌های انگلیسی تعقیب شد اما به سلامت به پایگاه بازگشت. در نخستین مأموریت بمباران، آشکار بود که هواپیما از کمبود بُرد بیشتر رنج می‌برد.
انگلیسی‌ها نیز طرحی مشابه آلمان‌ها را آغاز کردند با این‌حال، درست مانند آزمایش آلمان، هواپیما بدون محافظت روی عرشه حمل می‌شد و زیردریایی قادر به غوطه‌ور شدن با وجود آن‌ها نبود.

## بین جنگ‌های جهانی اول و دوم

### فرانسه

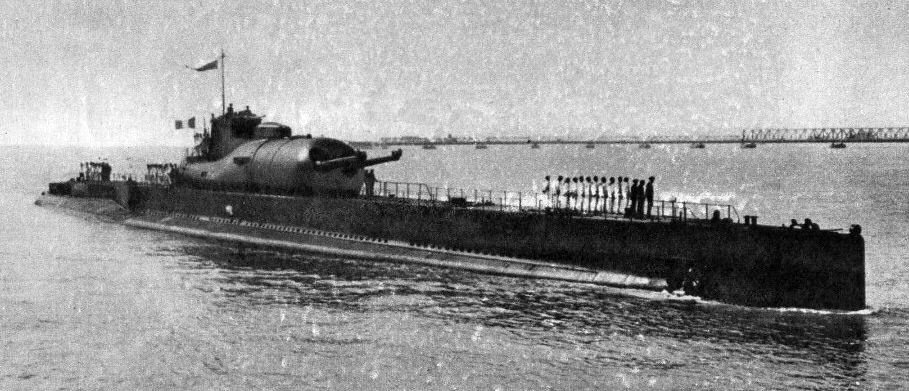
زیردریایی فرانسوی سورکوف

زیردریایی سورکوف یک زیردریایی فرانسوی بود که در دسامبر ۱۹۲۷ سفارش داده شد، در ۱۸ اکتبر ۱۹۲۹ به آب انداخته شد و در مه ۱۹۳۴ به بهره‌برداری رسید که بزرگ‌ترین زیردریایی جهان در آغاز جنگ جهانی دوم بود.
زیردریایی سورکوف به‌عنوان یک «رزمناو زیر آب» طراحی شده بود که هدف آن جستجو و شرکت در نبردهای سطحی بود. این زیردریایی، یک هواپیمای شناور شناسایی را در آشیانه‌ای که در قسمت انتهایی برج ارتباطی تعبیه شده بود، حمل می‌کرد. در این زیردریایی همچنین اژدرافکن و توپ‌های ضدهوایی و مسلسل نصب شده بود.

### ایتالیا

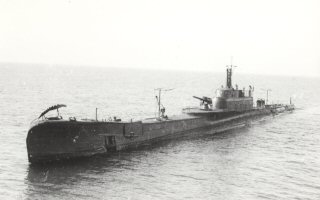
زیردریایی ایتالیایی اتوره فی‌یراموسکا

نیروی دریایی سلطنتی ایتالیا در اواخر دههٔ ۱۹۲۰ یک زیردریایی اتوره فی‌یراموسکا با آشیانهٔ ضدآب برای یک هواپیمای دریایی کوچک شناسایی را سفارش داد. در سال ۱۹۲۸، اروماکی و پیاجو هر کدام سفارش‌هایی برای هواپیماهای مناسب دریافت کردند اما این برنامه لغو شد و آشیانهٔ هواپیما در دسامبر ۱۹۳۱، پیش از تحویل زیردریایی اتوره فی‌یراموسکا برداشته شد.

### ژاپن
ژاپنی‌ها مفهوم «ناو هواپیمابر زیردریایی» را به‌طور گسترده‌ای به‌کار بردند، که با کلاس J2 I-6 و کلاس J3 در سال‌های ۱۹۳۷–۱۹۳۸ آغاز شد. در مجموع ۴۲ زیردریایی با قابلیت حمل هواپیماهای شناور ساخته شد که یکی از آن‌ها زیردریایی آی-۸ است.

### انگلستان
پس از پیمان دریایی واشینگتن زیردریایی‌های کلاس ام به کاربردهای دیگر تبدیل شدند. تا سال ۱۹۲۷، اچ‌ام‌اس ام۲ با یک آشیانهٔ ضدآب برای یک هواپیمای دریایی پارنال پتو با بال‌های تاشو وارد خدمت شده بود که می‌شد آن را با کمک یک دریک به آب انداخت و بازیابی کرد. در اکتبر ۱۹۲۸، منجنیق هیدرولیکی بر روی آن تعبیه شد که به هواپیمای دریایی اجازه می‌داد از یک سطح شیب‌دار روی رمپ جلو پرتاب شود. سپس زیردریایی و هواپیمای آن می‌توانستند شناسایی انجام دهند و در صورت تهدید، به زیر آب بروند. خود اچ‌ام‌اس ام۲ در سال ۱۹۳۲ از دست رفت و طرح زیردریایی‌های حامل هواپیما توسط نیروی دریایی پادشاهی بریتانیا رها شد.

### ایالات متحده

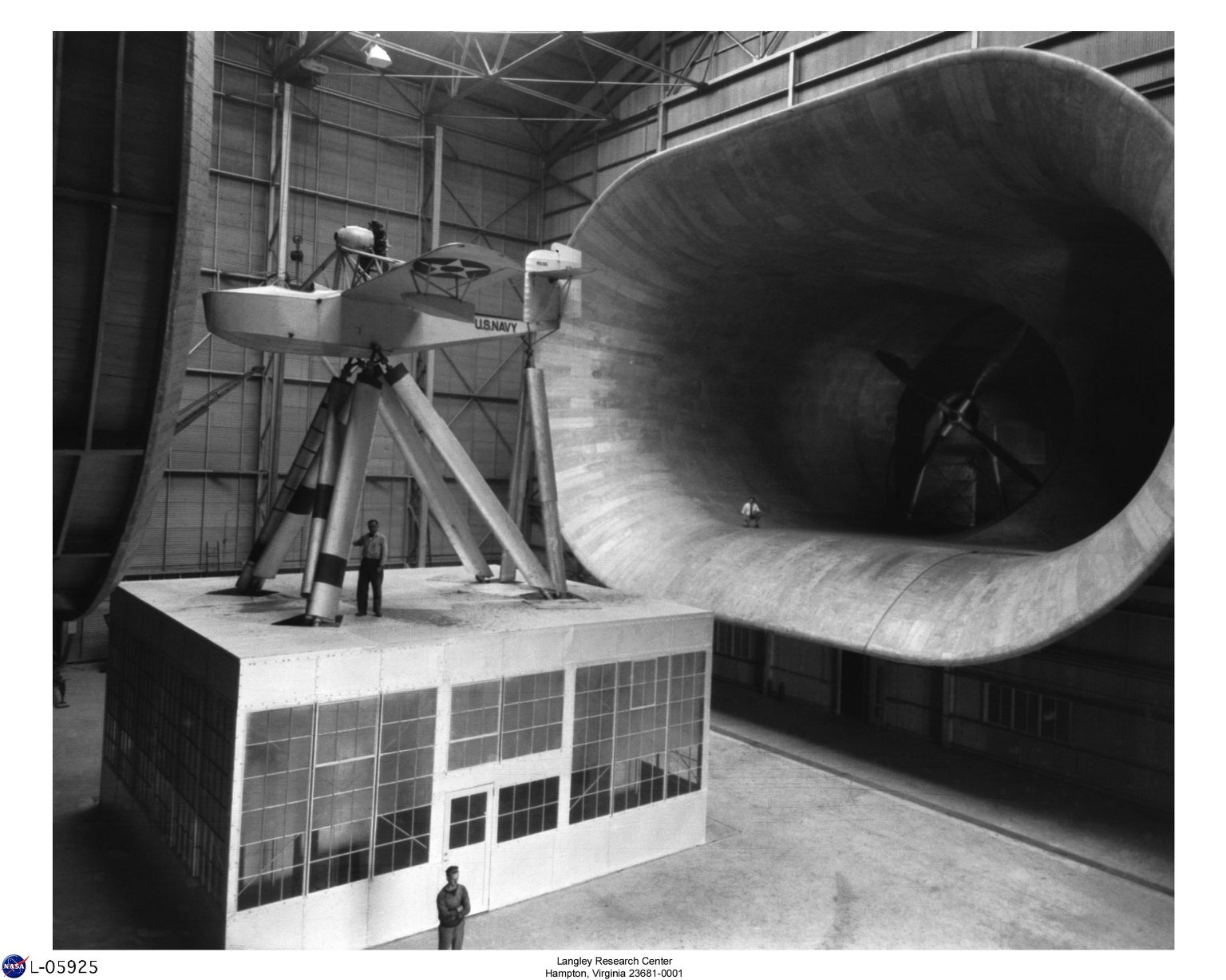
Loening XSL-1 در تونل باد لانگلی

ایالات متحده مطالعهٔ این مفهوم را در سال ۱۹۲۲ آغاز کرد. نیروی دریایی ایالات متحده ۶ فروند Cox-Klemin XS-1 و شش فروند مارتین ام‌اس-۱ را سفارش داد. هر دو در اکتبر و نوامبر ۱۹۲۳ روی یواس‌اس اس-۱ آزمایش شدند. با وجود تولید انواع دیگر، نیروی دریایی ایالات متحده علاقهٔ خود را به این مفهوم از دست داده بود.

## جنگ جهانی دوم

### آلمان
کریگس‌مارینه (نیروی دریایی آلمان) نیز توسعهٔ زیردریایی‌هایی را آغاز کرد که قادر به حمل و پرتاب هواپیما بودند و در اوایل سال ۱۹۳۹ چهار فروند او-بوت بسیار بزرگ سفارش داد. آن‌ها قرار بود ۱۱۰ خدمه داشته باشند و تنها یک هواپیمای شناور آرادو آر ۲۳۱ را حمل کنند، اما با شروع جنگ در اواخر همان سال لغو شدند. برخی از او-بوت‌ها نوعی هواگرد موسوم به فوکه آکلیس اف‌ای-۳۳۰ را حمل می‌کردند.

#### Type IX D 2 (مونسون)
یکی دیگر از او-بوت‌های دوربرد آلمانی نوع مونسون بود که در اقیانوس هند و منطقهٔ خاور دور مستقر در پنانگ (مالایای اشغالی) استفاده می‌شد و در اقیانوس هند و به‌طور پراکنده در اقیانوس اطلس جنوبی استفاده می‌شد، اما استفاده از آن مانع از توانایی زیردریایی برای غوطه‌ور شدن سریع شده بود.
بالگرد شناسایی فلتنر Fl 282 A " Kolibri " نیز برای استفاده از زیردریایی‌های دوربرد، برنامه‌ریزی شده بود. این بالگرد تک‌صندلی اما هرگز روی یک زیردریایی آلمانی مستقر نشد.

### ژاپن
ژاپنی‌ها مفهوم زیردریایی هواپیمابر را به‌طور گسترده‌ای به‌کار بردند. در مجموع ۴۷ زیردریایی با قابلیت حمل هواپیماهای دریایی ساخته شد. بیشتر زیردریایی‌های هواپیمابر ژاپن می‌توانستند تنها یک هواپیما را حمل کنند، اگرچه تعداد کمی از آن‌ها می‌توانستند دو هواپیما را حمل کنند و زیردریایی‌های غول‌پیکر کلاس آی-۴۰۰ می‌توانستند سه هواپیما را حمل کنند.

#### زیردریایی تیپ بی۱ (۲۰ فروند)

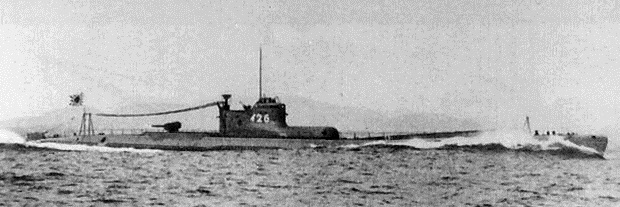
زیردریایی تیپ بی۱.

زیردریایی‌ها تیپ بی۱ (سری آی-۱۵) (آی-۱۵, آی-۱۷ , آی-۱۹, آی-۲۱, آی-۲۳, آی-۲۵, آی-۲۶, آی-۲۷, آی-۲۸, آی-۲۹, آی-۳۰,آی-۳۱، آی-۳۲، آی-۳۳، آی-۳۴، آی-۳۵، آی-۳۶، آی-۳۷، آی-۳۸، آی-۳۹) پرشمارترین نوع زیردریایی‌های نیروی دریایی امپراتوری ژاپن در طول جنگ جهانی دوم بودند. در مجموع ۲۰ عدد ساخته شد که با شمارهٔ آی-۱۵ شروع شد که نام این سری شد. این زیردریایی‌ها سریع بودند، برد بسیار زیادی داشتند و یک هواپیمای دریایی یوکوسوکا ایی۱۴وای حمل می‌کردند که در آشیانه‌ای قرار داشت و توسط یک منجنیق پرتاب می‌شد.
این سری به‌ویژه در ابتدای جنگ، بسیار موفق بود. در سال ۱۹۴۲، آی-۲۶، ناو هواپیمابر یواس‌اس ساراتوگا را فلج کرد. آی-۱۹، در ۱۵ سپتامبر ۱۹۴۲، شش اژدر به ناو یواس‌اس وسپ شلیک کرد که دو تای آن به ناو اصابت کرد و آن را فلج کرد و اژدرهای باقی مانده به ناو جنگی یواس‌اس نورث کارولینا و ناوشکن یواس‌اس اوبراین که بعداً غرق شد، آسیب رساندند. زیردریایی آی-۲۵ تنها بمباران هوایی را در سپتامبر ۱۹۴۲ بر روی ایالات متحده انجام داد که هواپیمای پرتاب‌شده از آن، دو بمب آتش‌زا بر روی جنگلی در نزدیکی شهر بروکینگس، اورگن پرتاب کرد.

#### AM Type (آی-۱۳ و آی-۱۴)

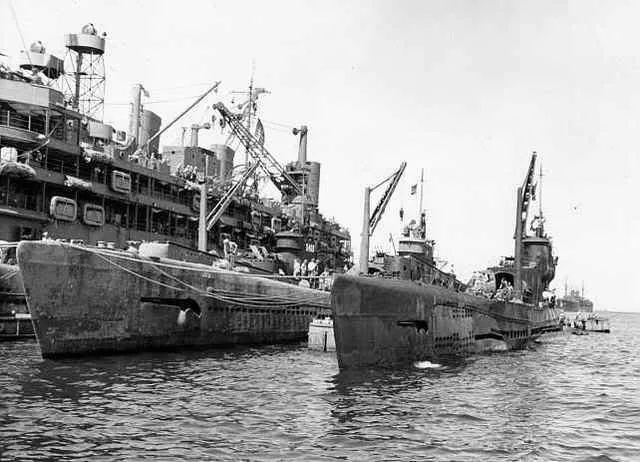
زیردریایی آی-۱۴ در سال ۱۹۴۵.

زیردریایی AM (A Modified) یک زیردریایی بزرگ حامل هواپیمای دریایی بود که دارای فضای آشیانه برای دو هواپیما بود. این زیردریایی‌های غول‌پیکر در اصل از نوع A2 بودند، اما پس از شروع ساخت، طراحی آن‌ها اصلاح شد تا بتوانند هواپیمای دوم را حمل کنند. هواپیماهای دریایی موردنظر، بمب افکن ام۶ای۱ آیچی با ۸۰۰ کیلوگرم بمب بودند.
برد و سرعت این زیردریایی‌ها قابل توجه بود (۲۹۰۰۰ کیلومتر) و ۱۶ گره (۳۰ کیلومتر بر ساعت)، اما عملکرد زیر آب آن‌ها به خطر افتاد و آن‌ها را به اهدافی آسان تبدیل کرد. آی-۱۳ در ۱۶ ژوئیهٔ ۱۹۴۵ توسط ناوشکن اسکورت یواس‌اس لارنس سی تیلور و هواپیماهای ناو هواپیمابر پشتیبان یواس‌اس انزیو حدود ۸۹۰ کیلومتری شرق یوکوسوکا غرق شد. آی-۱۴ در پایان جنگ، در دریا تسلیم شد و بعداً از بین رفت.

#### کلاس آی-۴۰۰

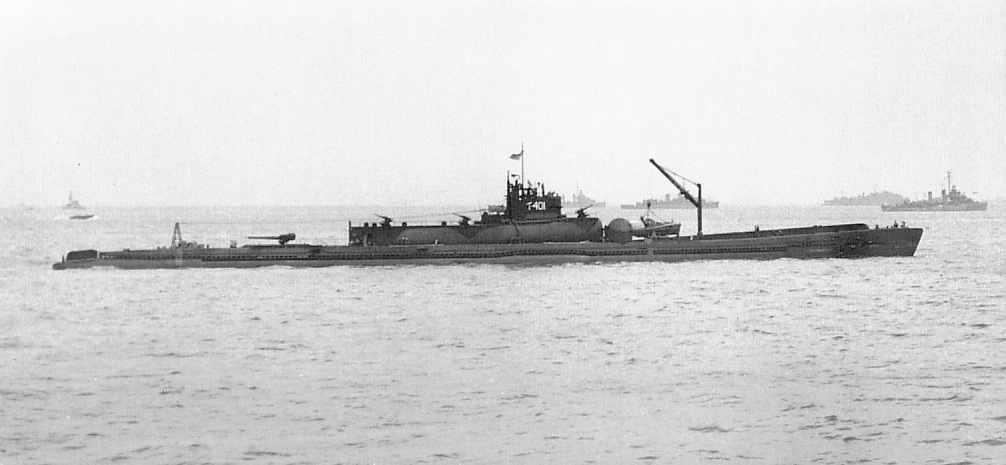
یک زیردریایی کلاس آی-۴۰۰ با آشیانهٔ هواپیما و منجنیق جلویی

زیردریایی‌های کلاس آی-۴۰۰ بزرگ‌ترین زیردریایی‌های جنگ جهانی دوم بودند و تا زمان ساخت زیردریایی‌های پرتاب‌کنندهٔ موشک هسته‌ای در دههٔ ۱۹۶۰، بزرگ‌ترین زیردریایی‌های ساخته‌شده بودند. آن‌ها بیش از ۱۲۰ متر طول داشتند و سه هواپیمای ام۶ای۱ آیچی حمل می‌کردند. علاوه بر این، دارای سه توپ ضدهوایی و یک تفنگ عرشهٔ بزرگ و همچنین هشت لولهٔ اژدر بود که می‌توانستند بزرگ‌ترین، طولانی‌ترین و کشنده‌ترین اژدر مورد استفاده در آن زمان یعنی «لانگ لنس» را شلیک کنند.
سه زیردریایی از این کلاس، ساخته شد، I-400، زیردریایی آی-۴۰۱ و I-402. هر کدام ۳٬۰۰۰ اسب بخار (۲٬۲۰۰ کیلووات) نیرو داشته و ظرفیت سوخت کافی، بیش از میزان کافی برای رسیدن به ایالات متحده از هر جهت را داشتند.
این زیردریایی‌ها قادر به حمل سه فروند هواپیمای ام۶ای۱ آیچی) بودند که هر کدام ۸۰۰ کیلوگرم بمب حمل می‌کردند. برای قرار دادن هواپیماها در آشیانه، بال‌های هواپیما به عقب تا می‌شد، تثبیت‌کننده‌های افقی تا می‌شدند و بالای تثبیت‌کنندهٔ عمودی تا می‌شد تا نمای کلی هواپیما به قطر پروانه‌اش باشد. جهار نفر خدمه می‌توانستند هر سه هواپیما را در مدت ۴۵ دقیقه آماده کرده و به پرواز درآورند،

## طرح‌های آینده
هیچ زیردریایی هواپیمابری اکنون در حال استفاده باقی نمانده است، اما این مفهوم به‌طور دوره‌ای دوباره ظاهر می‌شود. توانایی انجام یک حملهٔ رادارگریز، جذابیت دارد، اما عملیات هوایی پایدار تا حد زیادی با مزیت غوطه‌ور بودن زیردریایی‌ها در تعارض است و محدودیت‌های اندازه، مانع از عملیات هوایی پایدار قابل توجهی می‌شود. علاوه بر این، هر زیردریایی بزرگ، در برابر شناسایی و ضدحمله آسیب‌پذیر خواهد بود و به‌دلیل هزینهٔ بسیار بالای چنین زیردریایی‌های تخصصی، بعید است که هیچ نیروی دریایی ساخت آن را ارزشمند بداند. علاوه بر این، موشک‌های کروز قابل پرتاب از زیردریایی به‌طور فزاینده‌ای قابلیت‌های نظارتی محدودی را در خود جای می‌دهند و به آن‌ها اجازه می‌دهند هم به‌عنوان سلاح تهاجمی و هم در نقش پهپادهای شناسایی یک‌بار مصرف عمل کنند که باعث کاهش بیشتر ارزش ساخت هواپیماهای عملیاتی از زیردریایی‌ها می‌شود.
با این حال، چندین پروژه برای توسعهٔ قابلیت‌های پرتاب و بازیابی پهپاد وجود دارد. سه روش برای انجام این کار وجود دارد: پرتاب از یک لولهٔ اژدر، از یک لولهٔ پرتاب ICBM عمودی یا از یک واحد طراحی‌شدهٔ سفارشی یا در عرشه یا نصب‌شده روی بدنه.